# 二氯化三碲

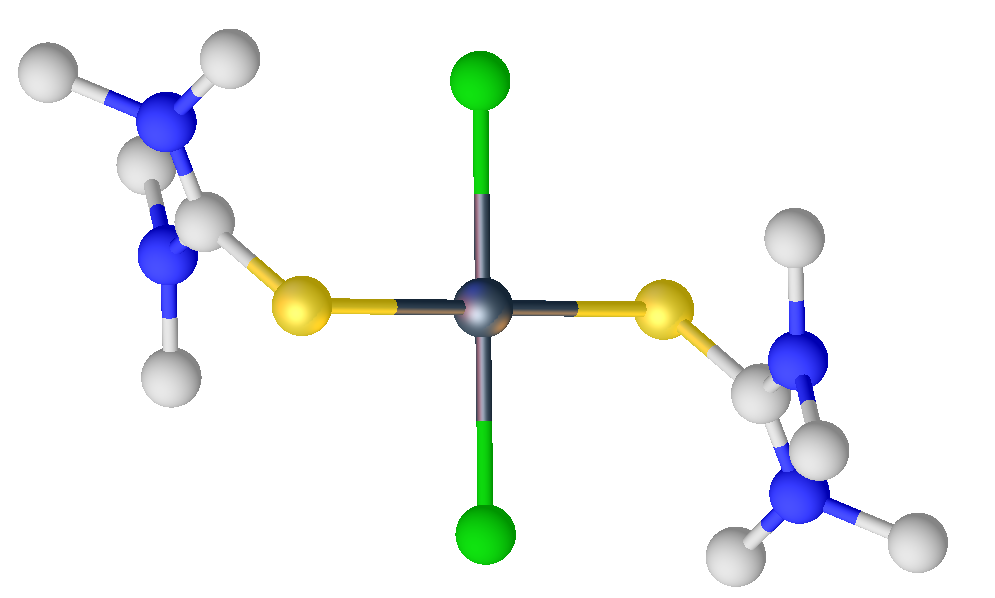
trans-[TeCl_{2}(SC(NMe_{2})_{2})_{2}]的结构（省略氢原子）

二氯化三碲是一种无机化合物，化学式 Te3Cl2。它是碲的低氯化物中较稳定的。

## 制备和性质
Te3Cl2是灰色固体，其结构由 -Te-Te-TeCl2-单元组成。它是能隙1.52 eV的半导体，这比单质碲的0.34 eV大。二氯化三碲可以由碲和氯气反应而成。

## 其它低氯化物
Te2Cl2是黄色液体，可以由多碲化锂和TeCl4反应而成。Te2Cl是亚稳定的灰色固体，和二氯化三碲一样是聚合物，会歧化成Te3Cl2和TeCl4。
二氯化碲（TeCl2）不稳定，仍未被分离，但已被表征为TeCl4和热的碲反应形成的蒸气的主要成分。它的一些配合物已得到表征。它们可以由二氧化碲和盐酸在硫脲存在下反应而成。其中的硫脲既是配体也是还原剂，会把Te(IV)还原成Te(II)。